# Infanterie-Division Generalgouvernement
Die Infanterie-Division Generalgouvernement wurde als Schatten-Division aufgestellt.

## Divisionsgeschichte
Die Aufstellung erfolgte am 13. Februar 1944 im damaligen Generalgouvernement Polen. Bereits im März 1944 wurde die Infanterie-Division Generalgouvernement zur Auffrischung der vorher stark dezimierten 72. Infanterie-Division eingesetzt.
Kommandeur der Division war Generalleutnant Gustav Harteneck.

## Gliederung
- Regiment (Lemberg)
- Regiment (Lubin)
- sechs Bataillone
- Pionier-Bataillon Generalgouvernement
- Nachrichten-Kompanie Generalgouvernement